# Reger-Chor
Der Reger-Chor ist ein Projektchor, der 1985 von Gabriel Dessauer in Wiesbaden gegründet und seitdem von ihm geleitet wurde. Seit 2001 ist er erweitert zum Reger-Chor-International in Zusammenarbeit mit Ignace Michiels, Organist der Sint-Salvatorskathedraal von Brügge, um ein jährliches Konzert zumeist geistlicher, selten aufgeführter Musik für Chor und Orgel sowohl in Deutschland als auch in Belgien aufzuführen. Konzerte finden regelmäßig in St. Bonifatius, Wiesbaden und in der Kathedrale von Brügge statt, unregelmäßig auch in anderen Kirchen der beiden Länder und im Concertgebouw (Konzerthaus) Brügge.

## Geschichte

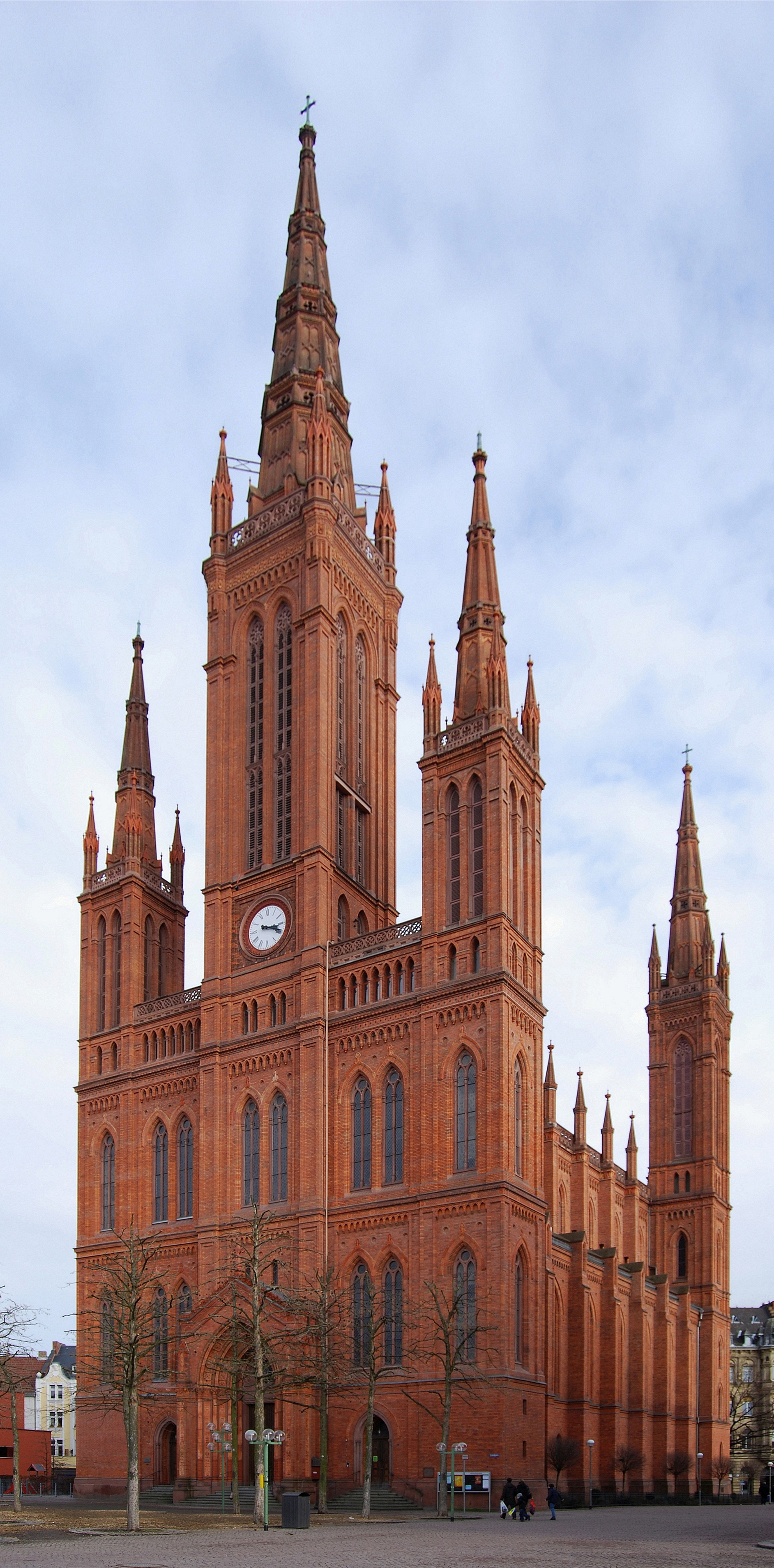
Marktkirche, Wiesbaden

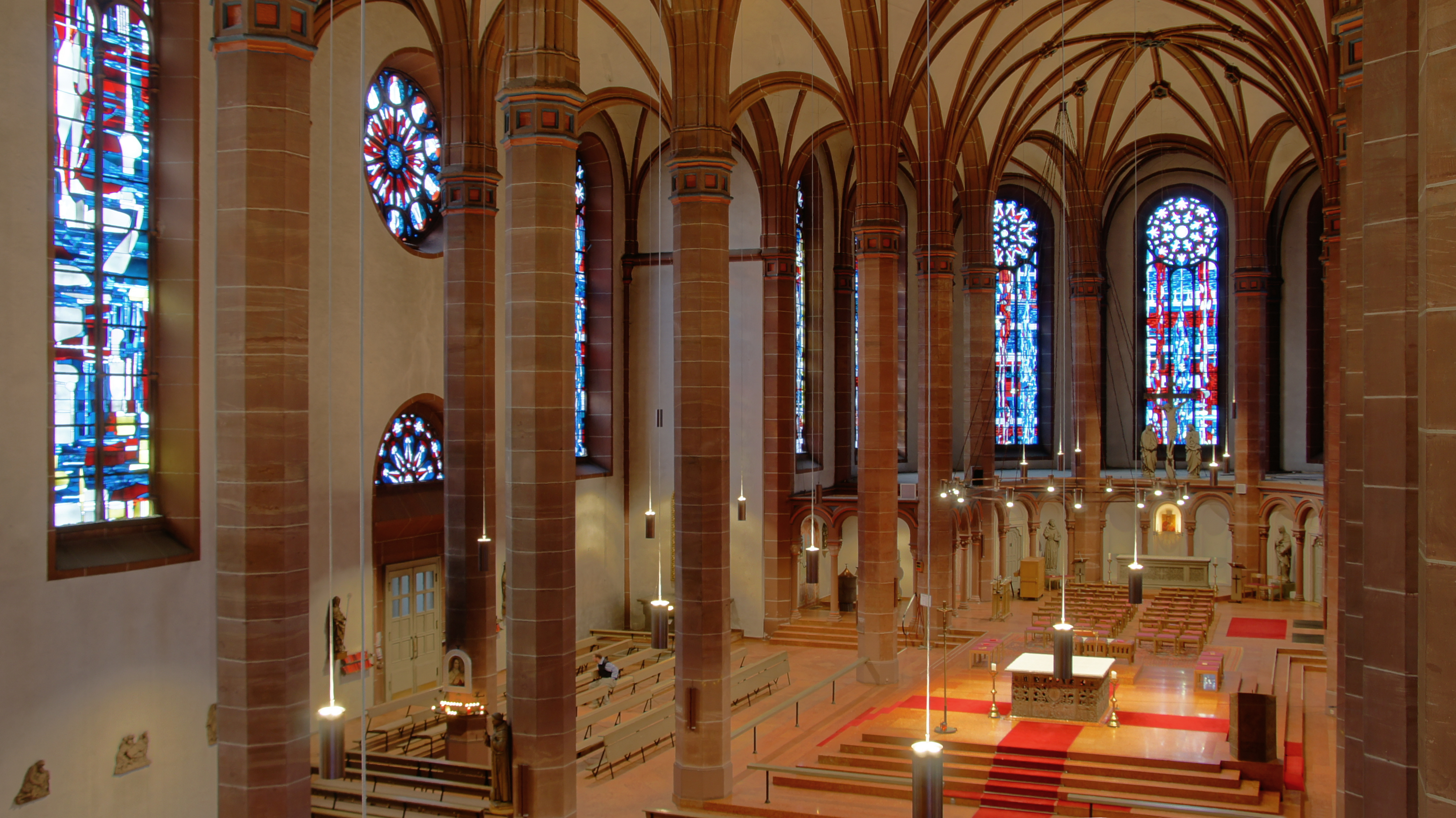
St. Bonifatius, Wiesbaden, Innenraum von der Orgelempore gesehen

Gabriel Dessauer (geboren 1955) ist seit 1981 Kantor an St. Bonifatius in Wiesbaden. 1985 rief er Choristen zusammen, um ein einziges Werk aufzuführen, das Hebbel-Requiem von Max Reger in der Orgelfassung des Münchener Organisten und Komponisten Max Beckschäfer. Das Konzert am 16. Oktober 1985 war Teil der Internationalen Orgelkonzerte Wiesbaden, die auch Organisten wie Roger Fisher, Judit Hajdók und Maurice Clerc vorstellte auf der Walcker-Orgel der Marktkirche in Wiesbaden, die bereits Reger selbst während seiner Zeit in Wiesbaden ab 1891 gespielt hatte. Gabriel Dessauer dirigierte, Beckschäfer war der Organist. Das Projekt gilt als die Gründung des Reger-Chores.
Er erhielt seinen Namen 1988, als das nächste Projekt der Deutschen Erstaufführung von Joseph Jongens Missa op. 111 für Chor, Blechbläser und Orgel gewidmet war, die in der Stiftskirche in Aschaffenburg und in St. Bonifatius in Wiesbaden aufgeführt wurde. Spätere Projekte beinhalteten 1990 eine der ersten Aufführungen in Deutschland von John Rutters Requiem, live aufgenommen auf der ersten CD des Reger-Chores.
2001 begann eine internationale Zusammenarbeit mit dem Organisten Ignace Michiels, die ungefähr gleich viele Choristen aus Flandern und dem Rhein-Main-Gebiet zusammenbringt, um ein jährliches Konzert in Deutschland und Belgien aufzuführen.

## Weitere Projekte
- 1989
  - Kirchenmusik aus England: Henry Purcell: Anthems Remember not, Lord, our offences, Hear my prayer, O Lord, Herbert Howells: Magnificat for St. Pauls, Benjamin Britten: Te Deum in C, Herbert Sumsion: In Exile
  - Bach: Missa in g in St. Bonifatius, Kammerorchester Marburg
- 1990
  - Reger: Motetten Der Mensch lebt und bestehet und Nachtlied aus Acht geistliche Gesänge op. 138
  - Rutter: Requiem in der Ensemble-Fassung
- 1992
  - Maurice Duruflé: Requiem in der Orgelfassung, Laetitia Henke-Cropp (Alt) und Petra Morath (Orgel)
- 1998
  - Elgar: From the Bavarian Highlands op. 27
  - Frederick Delius: to be sung of a Summer Night on the Water
  - John Rutter: Five Childhood Lyrics
  - Johannes Brahms: Zigeunerlieder op. 103
- 2001

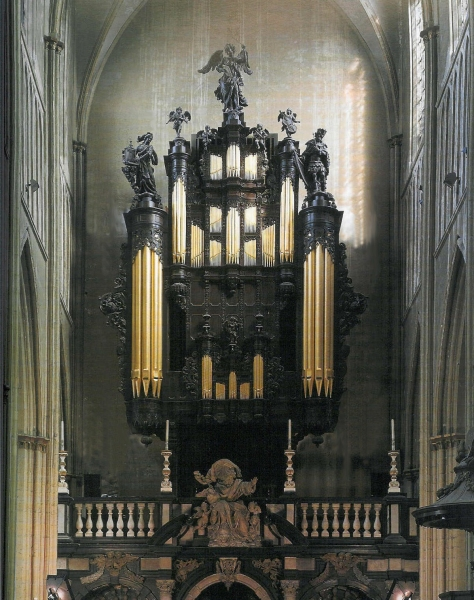
Orgel der Sint-Salvatorskathedraal in Brügge

- - William Lloyd Webber: Missa Sanctae Mariae Magdalenae
  - Jules Van Nuffel: Dominus regnavit
  - Reger: Hebbel-Requiem
- 2002
  - Joseph Ryelandt: Missa quatuor vocibus mixtis cum organo op. 84
  - Zoltán Kodály: Laudes organi
- 2003
  - Reger: Der 100. Psalm, Orgelfassung von François Callebout
- 2004
  - Van Nuffel: Werke für Chor und Orgel, darunter In convertendo Dominus
- 2006
  - Herbert Howells: Magnificat and Nunc Dimittis (Gloucester)
  - Herbert Sumsion: They That Go Down to the Sea in Ships, In Exile
  - Andrew Carter: Benedicite (drei Sätze), Konzerte in der Leonhardskirche (Frankfurt) und in St. Bonifatius
  - Bach: Weihnachtsoratorium, im Concertgebouw von Brügge, Leitung: Ignace Michiels[4]
- 2007
  - Joseph Ryelandt: Missa six vocibus op. 111
  - Kurt Hessenberg: O Herr, mache mich zum Werkzeug deines Friedens op. 37/1, in St. Bonifatius und Sint-Pieters in Oostkamp
- 2008
  - Johannes Brahms: Drei Motetten op. 110, Geistliches Lied op. 30, Fest- und Gedenksprüche op. 109, in St. Bonifatius und in der Heilig Hart Kerk in Knokke.
- 2009
  - Rupert Lang: Earth teach me auf Worte der Ute-Indianer
  - Morten Lauridsen: O magnum mysterium
  - Eric Whitacre: Lux Aurumque
  - Moses Hogan: Elijah Rock und Joshua Fit the Battle of Jericho
- 2010 Festkonzert 25 Jahre Reger-Chor
  - Bach: Schlusschor aus der Glückwunschkantate BWV 134a
  - Van Nuffel: In convertendo Dominus
  - Ryelandt: Gloria aus der Missa op. 84
  - Reger: Hebbel-Requiem[5][3]
- 2011

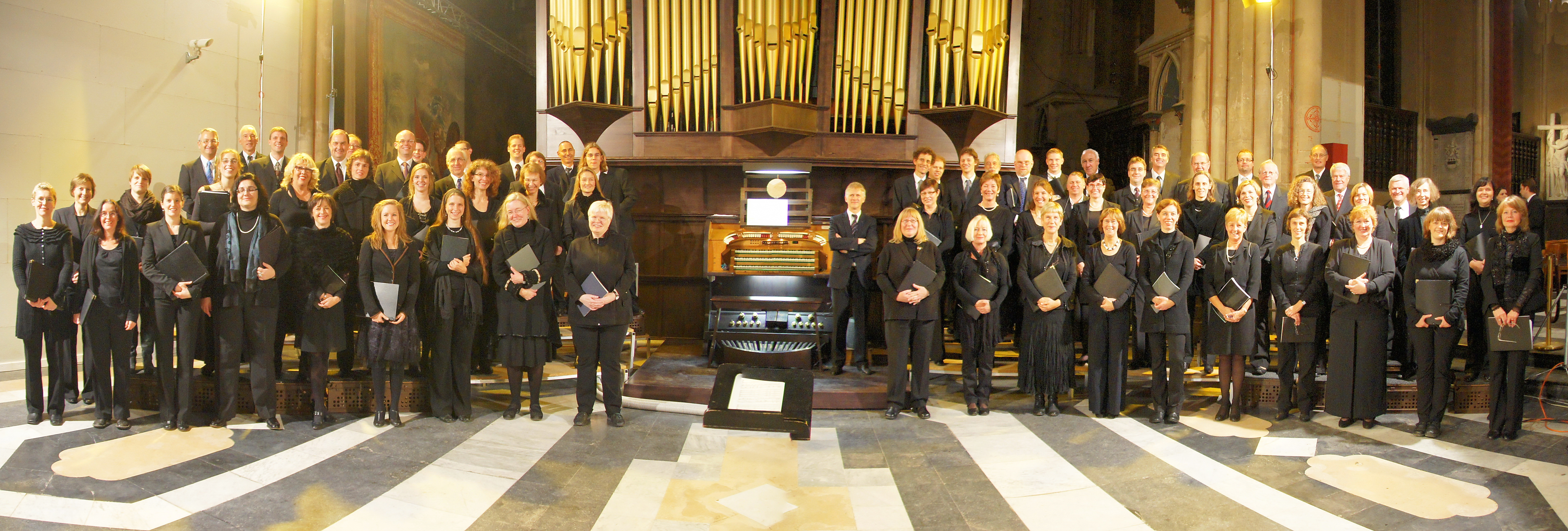
Reger-Chor, Sint-Salvatorskathedraal, Brügge, Brahms Ein deutsches Requiem, 2011

- Johannes Brahms: Ein deutsches Requiem

- 2012
  - Bach: Der Geist hilft unser Schwachheit auf (BWV 226)
  - Gabriel Fauré': Requiem[7][8]
- 2015
  - Bach: Missa 1733 (BWV 232 I)[9]
- 2016
  - Van Nuffel: Laetatus sum
  - Joseph Ryelandt: Panem de coelo.
  - Reger: Der 100. Psalm[10][11]

## Einspielungen
- John Rutter: Requiem, Motetten von Reger, Julius Reubke: Orgelsonate (Psalm 94) c-moll, Reger-Chor, Monika Fuhrmann (Sopran), Instrumentalisten, Orgel (Rutter): Petra Morath(-Pusinelli), Orgel (Reubke) und Leitung: Gabriel Dessauer (1990, live in St. Bonifatius Wiesbaden)
- Max Reger: Hebbel-Requiem, Orgelwerke, Reger-Chor-International, Orgel: Ignace Michiels, Leitung: Gabriel Dessauer (2001, live in St. Bonifatius Wiesbaden)
- Max Reger: Der 100. Psalm, Introduktion, Passacaglia und Fuge in e-Moll op. 127, Reger-Chor-International. (Memento vom 15. August 2012 im Internet Archive) Orgel: Ignace Michiels, Leitung: Gabriel Dessauer (2003, live in St. Bonifatius Wiesbaden)